# Robert Ludlum’s The Bourne Conspiracy
Robert Ludlum’s: The Bourne Conspiracy (рус. «Конспирация Борна») — видеоигра в жанре экшен с элементами стелса. Игра основана на первой книге, посвящённой Джейсону Борну — персонаж романов Роберта Ладлэма, бывший агент ЦРУ проекта «Тредстоун» («Treadstone»). Однако сюжет ближе к фильму, чем к книге. Игра была выпущена студией High Moon Studios в Северной Америке 3 июня, 5 июня в Австралии и 27 июня 2008 года в Европе.

## Геймплей
Игрок выступает в роли Джейсона Борна, агента ЦРУ. Игроку необходимо при достижении заданного места уничтожать противников с помощью огнестрельного оружия и приёмов рукопашного боя. Сценарий боя зависит от тактики играющего, поэтому игра предоставляет высокую реиграбельность. Арсенал оружия представляет собой сочетания одного одноручного оружие (2 вида пистолета или 1 IMI Micro Uzi) и двуручного (два вида автомата, дробовик или ручной пулемёт). Также, после полного прохождения игрок может узнать чит-коды, которые откроют доступ к ручному пулемёту с глушителем и к автоматическому дробовику. Однако большее внимание игра уделяет именно рукопашному бою. В бою используется 4 кнопки — сильный удар, слабый удар, блок и спец-приём. При сочетании кнопок слабого и сильного удара, Борн выполняет эффективное комбо, наносящие повышенный урон. В игре имеется 6 видов комбо. При зажатии кнопок слабого или сильного удара, Борн может нанести сильный удар ногой — в живот или с разворота в голову. Этот удар невозможно блокировать и он наносит повышенный урон, но при этом Джейсон перед ударом становится уязвимым для атаки противника. Но самая выдающиеся часть геймплея является спец-приём и спец-выстрел. Имеется шкала адреналина, разделённая на 3 секции. Когда Борн благополучно наносит удар или попадает по противнику, шкала начинает заполняться. Как только шкала заполнится хотя бы на одну секцию, Борн, при нажатии нужной клавиши, самостоятельно нейтрализует противника (takedown), нанося при этом максимальный урон (при битве с обычными врагами, приём летальный), а при битве с боссами, приём немного пополняет здоровье игрока. А при заполнении шкалы на 2 или на 3 секции, если рядом с игроком несколько врагов, Борн применит спец-приём сразу против всех противников, однако при этом игроку необходимо в режиме замедленного действия (slo-mo) вовремя нажать нужную клавишу, иначе враг сможет парировать удар, а ячейка с адреналином опустошится. Вид приёма зависит от окружения, поэтому каждый раз он будет разным. Спец-выстрел представляет собой точный и смертельный выстрел во врага, однако для его удачного проведения игроку нужно вовремя нажать нужную клавишу или враг увернётся и выстрелит в ответ. В мере прохождения, игроку будет сталкиваться с боссами, которые также могут применить спец-приём, но его можно блокировать, нажав нужную клавишу. Иногда спец-приём могут применить и обычные противники, если игрок бездействует или долго держит блок. Имеется ещё одна разновидность спец-приёма — бросок. Если шкала заполнена для проведения спец-приёма, пока противник не вступил в режим рукопашного боя, игрок может выбежать на него и нанести удар с разбега. Этот приём полезен, когда вы находитесь в движении и ваш боезапас стал на нуле. Также в игре во время присутствует элемент QTE, провал его обычно всегда оканчивается смертью героя. Борн обладает также особым чувством — сверхинтуиция, которая расходует адреналин. Она подсвечивает врагов, оружие, патроны, а также показывает место на карте, куда надо двигаться. В игре есть гоночные уровни, взятые из фильма. Интуиция позволяет замедлять время во время езды. Она полезна во время поворотов машины на сложных участках трассы города. По мере прохождения, игрок может собирать паспорта, спрятанные в различных местах. Они открывают доступ к видеороликам, артам разработчиков, музыкальным композициям и к повторам боя с боссами.

## Сюжет

### Персонажи
- Джейсон Борн — главный протагонист игры. Бывший агент ЦРУ, потерявший память и теперь находится в бегах. Обладает повышенное реакцией, интуицией, мастерски обращается всеми видами оружия и владеет приёмами рукопашного боя.
- Александр Конклин — руководитель проекта «Тредстоун», решает убрать Джейсона Борна в связи с провалом операции по уничтожению бывшего африканского лидера Никвана Вамбози. В начале игры, а после и в воспоминаниях отдаёт приказы Борну и сопровождает его по рации. В конце игры убит Мэнхеймом.
- Никвана Вамбози — бывший африканский лидер, представляющий угрозу для ЦРУ. Именное его должен был ликвидировать Борн до своей неудачи. Его судьба раскрывается в фильме.
- Мария Елена Кройтц — обычная девушка, у которой забрали деньги и квартиру. Сначала она просто подвезла Джейсона в Париж за предложенную сумму, но после непредвиденный обстоятельств стала его постоянной спутницей. Ближе к концу игры, по просьбе Джейсона, скрывается. В конце игры Борн с ней вновь встречается.

### История
Несмотря на то, что основной сценарий Конспирации построен на первой части борниады «Идентификация Борна», игра не просто пересказывает игроку сюжет фильма, а показывает и ранние задания Борна в виде воспоминаний протагониста, которые не были показаны ранее.

#### Средиземное море, в 2 милях к югу от Марселя, настоящее время.
В бессознательном состоянии, тело Джейсона Борна держится на поверхности воды. Вдруг его замечает рыбацкое судно.

#### Марсель, Франция, 2 дня назад.
Борн получил задание ликвидировать африканского лидера Никвана Вамбози, представляющего угрозу для ЦРУ. Находясь в съёмной квартире, Борну звонит Конклин и сообщает, что его нашли. Вамбози собирается покинуть порт через час, а за Борном отправил киллера — некоего О’Коннора. Задание отменяется, теперь Джейсон должен скрыться, но перед уходом убрать киллера. Найдя людей О’Коннора а потом и его самого, Борн начинает преследование. Ликвидировав его, Джейсон настаивает на продолжении задания. Надев водолазный костюм, взяв оружие и нужное снаряжение, он проникает в порт, где готовится снабжения для яхты Никваны. Прорываясь сквозь наёмников, Борн встречает Соломона — правая рука Вамбози, которого Джейсон не раз будет встречать на своём пути. Для отвлечения внимания, Борн взрывает запасы пропана с бензином и проникает на катер снабжения, плывущий к яхте. Однако на катер прибывает Соломон и в неравной схватке он сбрасывает Джейсона за борт, обмотав цепью. Однако Борну удаётся освободиться и незаметно пробраться на яхту. Вырубив охранную систему, уничтожив мини субмарину, чтобы Вамбази не смог сбежать, агент пробивается на верхнюю палубу, где окончательно расправляется с Соломоном, выбросив его за борт. Подойдя вплотную к Вамбозии и собираясь завершить задание, Борн замечает, что его цель находится рядом с детьми. Не в силах убить отца на глазах у своих детей, Джейсон, ошеломлённый сложной ситуацией, собирается скрыться, однако один из охранников всаживает ему в спину две пули, и Борн падает за борт.

#### Средиземное море, настоящее время.
Тело Борна находят рыбаки и поднимают к себе на судно. Врач вытаскивает пули и капсулу с номером банковского счета в Цюрихе. После того как его подняли на ноги, он не может ничего вспомнить о себе — ни имени, ни профессии. По прибытии в порт врач рыбацкого судна даёт ему немного денег на проезд до Цюриха.

#### Цюрих, Швейцария.
Джейсон решает переночевать в парке, однако его будят двое полицейских с просьбой показать документы. Борн моментально их оглушает и обнаруживает, что обладает высокой реакцией и эффективными приёмами рукопашного боя. Ощутив знакомые ощущения, ему приходят воспоминания о его прошлом задании.

#### Международный аэропорт Клотен, Цюрих, Швейцария, полтора года назад.
Конклин даёт Борну новое задание — убить бывшего генерала турецкой армии, Ивана Диванделена, которого осудили за продажу оружия террористам. Евросоюз настаивает, чтобы его перевели и осудили в Гааге. ООН собирается его перевезти в Нидерланды. У Джейсона Борна 2 часа, чтобы не дать ему сесть в самолёт. Проникнув на охраняемую территорию, Борн практически подобрался к Ивану, но неожиданно появляются наёмники, которые убивают всю охрану и освобождают террориста. Джейсон вынужден преследовать Ивана, убивая по пути наёмников. Диванделен пытается скрыться на угнанном самолёте, однако Борну удаётся проникнуть на борт. Нейтрализовав остаток террористов, он вступает в драку с Иваном, в которой одерживает вверх. В драке, Диванделен, пытаясь застрелить Борна, случайно застреливает пилота. В последние секунды Джейсон выпрыгивает с парашютом, а самолёт с террористом падает и взрывается. Миссия выполнена.

#### Цюрих, Швейцария, настоящее время.
Найдя в банковской ячейке большое количество денег, несколько паспортов и оружие, Джейсон Борн привлекает к себе внимание полиции. Преследование продолжается и в консульстве США, где Борн пытается найти убежище. Скрывшись от вооружённых сил и снайперов, Джейсон за большую сумму предлагает девушке по имени Мария, встреченной им возле посольства и которой там отказали в визе, подвезти его в Париж, где он, судя по документам, живёт. Во французской квартире Борн начинает рассматривать фальшивые паспорта и к нему возвращается ещё одно воспоминание.

#### Вильнюсский университет, Вильнюсе, Литва, 11 месяцев назад.
Борн убивает из снайперской винтовки Рюрика, после чего пытается скрыться. Убив множество солдат и уничтожив БТР, Борн взрывает завод для отвлечения внимания и благополучно скрывается.

#### Париж, Франция, Сегодня.
В квартире Мария пытается позвонить по телефону, что выдаёт их местоположение ЦРУ. Конклин решает убрать Борна и высылает других агентов из программы «Тредстоун» для его ликвидации. Первым их застаёт Кастель. В драке, Борн ломает ему руку и пытается получить от него ответы, но не успевает — Кастель выпрыгивает из окна и разбивается. Покинув квартиру и сев в машину, Борн просит Марию уйти, поскольку с ним она будет в опасности. Сам Борн попытается найти ответы. Мария отказывает и решает остаться с ним. Вдруг их замечает полиция, начинается погоня. Оторвавшись и скрывшись в отеле, Джейсону приходит очередное воспоминание.

#### Аржантонский музей, Париж, Франция, полгода назад.
На этот раз, Борну необходимо убить самого крупного торговца оружием в Европе — Шарль Ренар. Он собирается провести сделку в своём музее, прикрываясь выставкой искусства. Проникнув в служебные помещения, Борн обнаруживает, что кто-то убивает охрану. Добравшись до места сделки, Джейсон узнаёт, что покупатель — Халид Азар, марокканский националист связанный с террористами. Он собирается купить у Ренара «грязную бомбу». Теперь в цель Джейсона также входит ликвидация Халида и добыча опасного боеприпаса. Неожиданно, как только Ренар показывает товар, Халид убивает его, забирает бомбу, а между наёмниками и охраной начинается перестрелка. В массовке Джейсону удаётся пробиться и добраться до Халида, который собирается улететь на вертолёте. Борн убивает пилота, вертолёт падает и взрывается. Бомба уничтожена.

#### Париж, Франция, настоящее время.
Борн решает, что в городе небезопасно. Мария предлагает укрыться у её брата, который живёт за городом. В доме Джейсон говорит Марии, что больше не хочет знать, кто он, и предлагает бежать. Вдруг в их разговор вмешивается брат Марии с новостью о том, что его пёс пропал, что необычно. Дом начинает обстреливать снайпер. Им оказывается очередной агент — Профессор. Борн велит Марии и брату с детьми укрыться в подвале. Вооружившись дробовиком и укрываясь от снайперского огня, Борн загоняет Профессора в старый амбар, в котором начинается пожар от перестрелки. Предварительно расстреляв Профессора, Джейсон вступает с ним в рукопашную схватку, в которой побеждает. Борн уговаривает Марию уехать, так как находиться вместе с ним небезопасно. Используя телефон Профессора, Борн назначает встречу Конклину с условием, что он придёт один. Конклин не выполняет требования, из-за чего Борн отменяет встречу. Он узнаёт местонахождение секретной квартиры ЦРУ. Прибыв туда и встретив Конклина, Борн объявляет, что покидает «Тредстоун» и велит ему заявить о своей смерти. Прибывает спецслужба и Борн вынужден прорываться. Тем временем ЦРУ решает, что проект «Тредстоун» необходимо закрыть, и отдаёт распоряжение Манхейму (последнему агенту) убрать Конклина. За убийством наблюдает Борн и решает проследить за киллером, который укрывается в церкви. Манхейм его замечает и начинается перестрелка. Происходит взрыв газа, но Борн успевает выброситься вместе с Манхеймом из окна на кладбище, где начинается финальная схватка. Манхейм почти одолевает Борна, однако Джейсон с помощью лопаты сбрасывает его с высокой стены на пристань, где тот погибает. Прибывает полиция, находит тело Манхейма, а Борну удаётся скрыться.

#### Остров Миконос, время неизвестно.
Мария на деньги, которые её дал Джейсон перед уходом, купила себе дом и небольшой магазин с постоянной прибылью. Неожиданное кто-то заходит на порог и спрашивает её про магазин, сказав, что он «милый, но его сложно найти». Мария узнаёт голос и оборачивается. Незнакомцем оказывается Джейсон Борн. Пара, после долгой разлуки, обнимается.

## Выпуск игры
Выход игры состоялся 3 июня 2008 года в Северной Америке, 5 июня 2008 года в Австралии и 27 июня 2008 года в Европе. Игра была полностью переведена на русский язык — локализацией занималась компания «СофтКлаб», выход русской версии состоялся 10 июля 2008 года. Джейсона Борна озвучил известный российский актёр озвучивания — Всеволод Кузнецов. Александра Конклина озвучил Александр Груздев.
У игры существует несколько специальных изданий. Так, в Европе были выпущены два таких издания — Classified и Exclusive. Первое поставляется в большом жестяном футляре и, помимо самой игры, содержит также ручку с разблокируемыми кодами оружия и графический альбом. Exclusive — издание, созданное специально для британского ритейлера HMV, поставляется в футляре и, помимо игры, содержит компакт-диск с музыкой от композитора The Bourne Conspiracy — Пола Окенфолда, и DVD-диск с участием Пола Окенфолда и Cee Lo с конференции Winter Music. В Австралии выпущено коллекционное издание Robert Ludlum’s: The Bourne Conspiracy Collector’s Edition — помимо игры, оно также содержит DVD-диск с фильмом The Bourne Ultimatum.

## Оценки
| Сводный рейтинг    | Сводный рейтинг              |
| Агрегатор          | Оценка                       |
| ------------------ | ---------------------------- |
| GameRankings       | 70,30 % (PS3) 73,49 % (X360) |
| Metacritic         | 70/100 (PS3) 71/100 (X360)   |
| Иноязычные издания |                              |
| Издание            | Оценка                       |
| 1UP.com            | C+                           |
| Edge               | 4/10                         |
| Game Informer      | 6,75/10                      |
| GamePro            | 3,8/5                        |
| GameRevolution     | B-                           |
| GameSpot           | 8,0/10                       |
| GameSpy            | 4/5                          |
| GameTrailers       | 7,2/10                       |
| GameZone           | 8/10                         |
| IGN                | 7,3/10                       |
| OXM                | 7,5/10                       |
| TeamXbox           | 8,1/10                       |
| X-Play             | 3/5                          |

Игра получила смешанные отзывы от критиков. Издание IGN похвалило её за качественную систему рукопашного боя, но раскритиковали стрельбу, иногда неудобное положение камеры и короткую продолжительность. GameSpot назвало игру как одну из самых удивительно хороших игр 2008 года. Также отметили хорошие битвы с боссами. Игра была признана самой ожидаемой игрой 2008 года.